# Седрік Тойхерт
Седрік Тойхерт (нім. Cedric Teuchert, нар. 14 січня 1997, Кобург, Німеччина) — німецький футболіст, нападник клубу «Ганновер 96».

## Ігрова кар'єра

### Клубна
Седрік Тойхерт починав займатися футболом у своєму рідному місті. Пізніше він приєднався до молодіжної команди «Нюрнберга». У листопаді 2014 року він дебютував в основі у матчах Другої Бундесліги.
Провівши в команді два сезони, в січні 2018 року футболіст перейшов до «Шальке 04». 7 лютого відбувся його дебют в новій команді у матчі Кубка країни. В Бундеслізі свою першу гру Тойхерт зіграв 31 березня проти «Фрайбурга». Але надалі нападник не зумів закріпитися в основі й сезон 2019/20 провів в оренді в «Ганновер 96».
Влітку 2020 року Тойхерт перейшов у столичний «Уніон», де відіграв півтора сезону, а вже на початку 2022 року повернувся до «Ганновера», з яким підписав контракт до літа 2024 року.

### Збірна
У 2016 році Седрік Тойхерт грав на юнацькій першості Європи, що проходила його батьківщині.
Влітку 2021 року Тойхерт зіграв три матчі на літніх Олімпійських Іграх у Токіо.